# Pirqé de-Rabbi Éliézer
Pirqé de-Rabbi Éliézer (« Chapitres de rabbi Éliézer ») est un midrash aggada composé en Terre d'Israël autour des VIIIe – IXe siècles. La tradition attribue sa composition à Eliezer ben Hyrcanos (Ier – IIe siècles.).